# ميراندا هارت
ميراندا هارت (بالإنجليزية: Miranda Hart)‏ هي كاتبة سيناريو وكاتبة سير ذاتية وممثلة بريطانية، ولدت في 14 ديسمبر 1972 في المملكة المتحدة.

## أعمال

### أفلام
- (2015) جاسوس[7]
- (2018) كسارة البندق والعوالم الأربعة

## ترشيحات
- British Academy Television Award for Best Female Comedy Performance [الإنجليزية]‏ (2016)

## وصلات خارجية
- ميراندا هارت على موقع IMDb (الإنجليزية)
- ميراندا هارت على موقع روتن توميتوز (الإنجليزية)
- ميراندا هارت على موقع ألو سيني (الفرنسية)
- ميراندا هارت على موقع ميوزك برينز (الإنجليزية)
- ميراندا هارت على موقع أول موفي (الإنجليزية)
- ميراندا هارت على موقع قاعدة بيانات الفيلم (الإنجليزية)
- ميراندا هارت على موقع كينوبويسك (الروسية)